# Santa Flora
Santa Flora est un quartier de la ville brésilienne de Santa Maria, Rio Grande do Sul. Le quartier est situé dans district de Santa Flora.

## Villas
Le quartier possède les sous-quartiers suivants : Banhadinho, Banhados, Carangueijo, Carvalhas, Casa Branca, Colônia Favorita, Colônia Grápia, Colônia Pedro Carlos, Colônia Pena, Colônia Pinheiro, Colônia Vacacaí, Coxilha Bonita, Galpões, Passo da Lagoa, Passo do Pavão, Rincão da Limeira, Rincão da Ramada, Rincão da Várzea, Rincão do Araçá, Rincão do Carangueijo, Rincão do Jacaré, Rincão dos Banhados, Rincão dos Pires, Rincão Grande, Santa Flora, Vila Santa Flora.